# Kooperatyzm

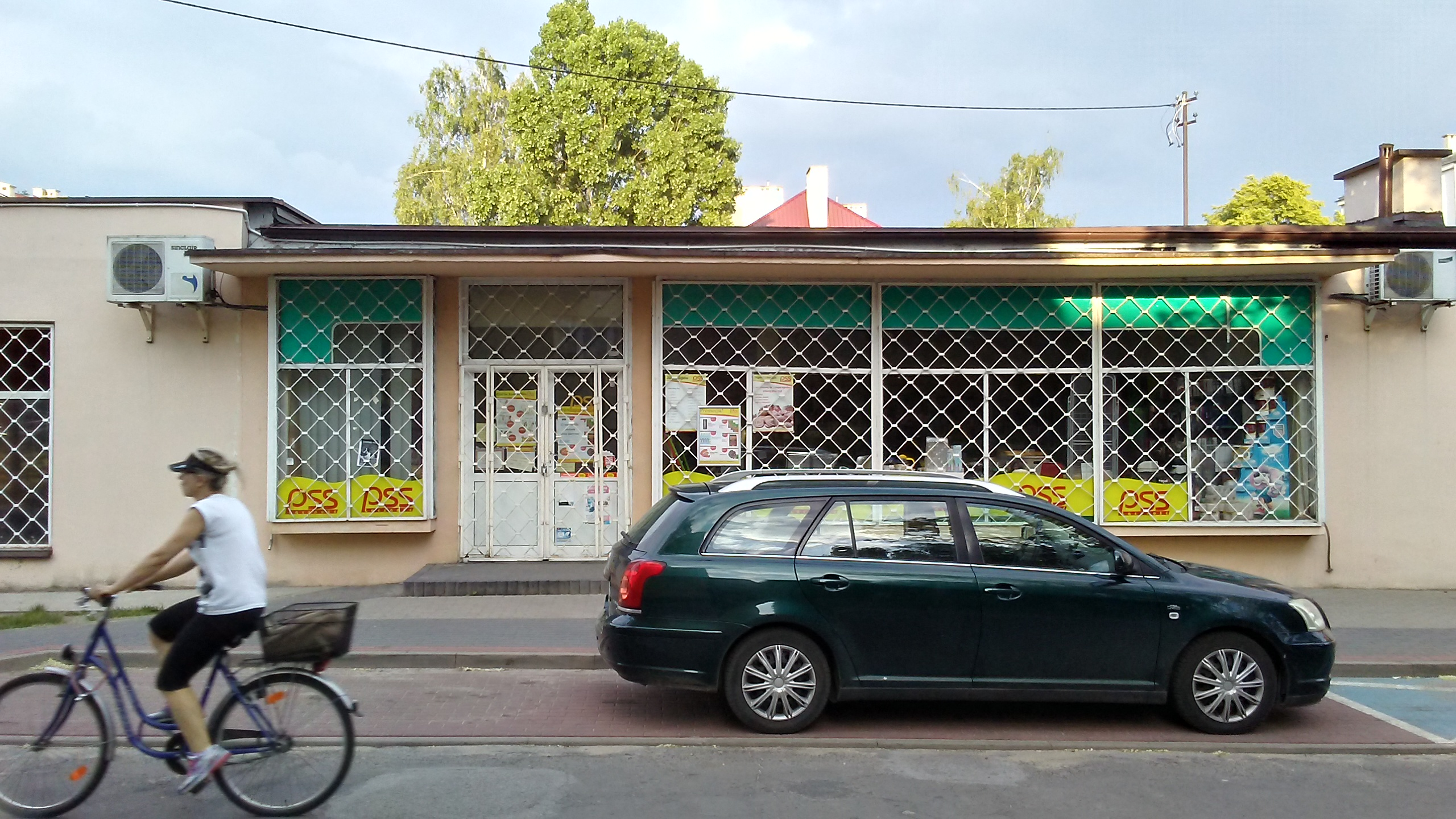
Jeden z ponad dwudziestu sklepów PSS Społem w Tomaszowie Mazowieckim. Ulica Akacjowa 5

Kooperatyzm (fr. coopératisme „spółdzielczość” z łac. cooperari „współpracować”) – doktryna społeczna upatrująca w organizowaniu spółdzielni, w ramach których środki produkcji stają się wspólną własnością wszystkich jej członków, drogę do wyzwolenia społecznego i ewolucyjnego wyeliminowania kapitalizmu.
Doktryna zrodziła się pod koniec XIX wieku w Anglii, rozwijana głównie przez Beatrice Potter-Webb i Charlsa Gide’a; w Polsce przez Edwarda Abramowskiego i jego uczniów: Jana Wolskiego i Marię Orsetti.
Abramowski widział społeczeństwo oparte na wolnych, dobrowolnych i komunistycznych kooperatywach – które byłyby ucieleśnieniem połączenia nieograniczonej wolności jednostki w systemie demokratycznym z kolektywizmem ekonomicznym.
Władza prawodawcza w takiej jednostce terytorialnej należy do ogółu jej członków, lub do zarządu wybieranego przez ten ogół, przed którym odpowiada za swoje działania, i do którego w ważniejszych sprawach musi się odwołać, a każdy członek kooperatywy ma nieograniczone prawo inicjatywy. Kooperatywa jest również organem komunistycznym, gdzie całość środków produkcji (kapitału) należy do ogółu, tj. została ona w całości uspołeczniona.
Sam Edward Abramowski dzielił kooperatywy na kilka grup: spożywcze, kredytowe, rolne, wytwórcze etc.

## Współczesny kooperatyzm
Według Raportu o spółdzielczości polskiej, przygotowanego w 2010 roku, w Polsce działało prawie 9 tysięcy spółdzielni, zatrudniających około 400 000 pracowników. Do dziś w mieszkalnictwie dominują spółdzielnie mieszkaniowe, funkcjonują spółdzielcze kasy oszczędnościowo-kredytowe, spółdzielcze sklepy „Społem” czy spółdzielnie pracy.
Obecnie w Polsce możemy wyróżnić kilka rodzajów nowego typu spółdzielni. Na mocy ustawy z 2006 roku, zaczęły powstawać spółdzielnie socjalne, przeznaczone dla ludzi zagrożonych wykluczeniem społecznym – bezrobotnych, niepełnosprawnych czy wychodzących z bezdomności. W 2013 roku było ich już ponad 1400. Od 2010 roku pojawiają się kooperatywy spożywcze, które w większości są inicjatywami nieformalnymi.
Kooperatywy spożywcze zazwyczaj powstają w środowiskach wielkomiejskich, wśród osób wykształconych, głównie w wieku 25–35 lat. Ich członkowie zrzeszają się, kierowani potrzebą dostępu do zdrowej żywności albo ze względów światopoglądowych.
W projektowanym prawie przewiduje się funkcjonowanie kooperatyw mieszkaniowych. Formuła ta zakłada, że grupa osób, zebrana w tzw. wspólnocie inwestycyjnej, wspólnie kupuje działkę i buduje na niej dom, domy czy budynek mieszkalny na własne potrzeby. Kooperatywa może też wyremontować istniejący już budynek. Zasady współdziałania członków określać ma umowa kooperatywy mieszkaniowej albo umowa spółki cywilnej. Kontrakt taki ma być zawierany w formie aktu notarialnego między co najmniej trzema stronami. Stroną umowy będzie mogła być wyłącznie osoba fizyczna.